# Slangenwortel
Slangenwortel (Calla palustris) is een waterplant die aan en in het water groeit. Ze komt voor aan moerassige oevers van sloten en plassen met niet al te voedselrijk water. De plant is in België en Nederland zeldzaam geworden. De plant wordt wel aangeplant en verwildert dan soms. De bloeiperiode is in van mei en juni en soms weer in augustus en september. 
De giftige plant behoort tot de aronskelkfamilie (Aracaeae) en heeft een trechtervormige bloeischede die van binnen wit is en van buiten groen. Deze groeit samen met de aar van kleine groene bloemen. De dikke, horizontale, gelede wortelstok kruipt vooral in ondiep modderig water ver rond. Hij is bezet met vrij ver uiteen staande langgesteelde hartvormige bladen met een spitse punt. Slangenwortel wordt 15 tot 30 cm hoog. De vruchten zijn rode bessen met violetkleurige zaden. Vermeerdering gebeurt vooral vegetatief via de wortelstokken. De plant is helofyt.